# 地藏寺 (长春)
长春地藏寺位于吉林省长春市长春大街东端北侧，为吉林省著名的尼众道场，汉族地区佛教全国重点寺院之一。

## 历史沿革
- 1926年，比丘尼祖圆法师在今南关区原声街一带创建长春地藏寺。该寺系佛教尼僧庙，以“地藏经”取名。
- 1937年，地藏寺迁至现址重建，并树碑纪念。
- 1938年阴历7月30日，地藏寺重建工程竣工，举行开光仪式。
- 1941年，在二道河子修建下院圣恩寺。
- 1956年，政府拨款维修。
- 1964年，政府再次拨款维修。
- 1983年，被国务院确定为汉族地区佛教全国重点寺院，拨款修缮。
- 2002年，寺院被定为长春市重点文物保护单位。

## 建筑布局
长春地藏寺为典型汉传佛教寺庙格局。寺院占地面积1300平方米，中轴线上依次建有山门、天王殿、大雄宝殿、地藏殿。天王殿内塑弥勒佛坐像、韦驮菩萨立像。大雄宝殿又称大佛殿、后佛殿，是寺庙中的主要建筑。殿内供奉释迦牟尼、地藏王菩萨、观世音菩萨像。东、西厢房分别为禅堂、斋堂及住室，供僧侣学习生活使用。

## 佛事活动
- 该寺是长春市规模较大，有一定影响的尼僧庙，极盛时期，尼僧达50多人，并创办过尼僧学校。
- 1956年，地藏寺接待了东南亚七国僧侣代表团[1]。
- 1989年8月30日，地藏菩萨诞辰，地藏寺举行开光典礼和诵经法会，1200位僧人及信徒参加了典礼。[2]。
- 每逢阴历7月30日，寺院都要举办道场，纪念地藏王生日。